# Maskierungseffekt
Maskierungseffekte (auch Verdeckung genannt) bewirken beim menschlichen Gehör, dass der Mensch in einem Geräusch bestimmte Frequenzanteile nicht oder nur mit verringerter Sensitivität wahrnehmen kann. 

## Prinzip

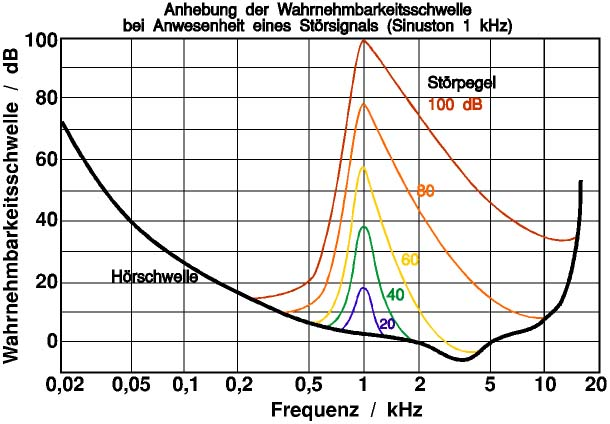
Wirkungsweise von Maskierungseffekten

So ist das Gehör beispielsweise nicht in der Lage, bei sehr lauten Bässen gleichzeitig sehr leise Töne im mittleren Frequenzbereich wahrzunehmen: die Bässe maskieren hier die Mitten. Der Mindestpegel, von dem an diese Mitten wahrgenommen werden, hängt in diesem Beispiel ab vom Pegel des Basssignals und vom Frequenzabstand zwischen Bass- und Mittenton.
Im Bild ist die Wirkungsweise von Maskierungseffekten dargestellt. Ist zum Beispiel ein 1-kHz-Ton mit einem Schallpegel von 80 dB anwesend, so kann ein 2-kHz-Ton von 40 dB nicht mehr wahrgenommen werden. Das heißt, der 2-kHz-Ton kann weggelassen werden, ohne dass ein Mensch diesen Unterschied hört.
Tritt dagegen zusammen mit einem 1-kHz-Ton von 80 dB ein 2-kHz-Ton von 60 dB auf, so kann man beide Töne wahrnehmen. Aber man kann den 2-kHz-Ton nur mit sehr schlechter Qualität übertragen: Selbst Störgeräusche von 40 dB können vom Menschen nicht mehr wahrgenommen werden.

## Ursache
Diese Maskierungseffekte sind durch die Mechanik des menschlichen Innenohrs bedingt. Dort wird durch den Schall die Basilarmembran zum Schwingen gebracht. Jede Tonhöhe führt an einer anderen Stelle der Basilarmembran zur Resonanz, d. h. zu besonders starken Bewegungen. Diese Bewegungen werden von Nervenzellen, die über die Länge der Basilarmembran verteilt sind, abgetastet und führen so zu Hörempfindungen unterschiedlicher Tonhöhen. 
Die Mechanik des Innenohres ist so aufgebaut, dass hohe Töne direkt am Anfang der Basilarmembran zu Resonanzen und somit zur Erregung von Nervenzellen führen. Nach der Resonanzstelle werden sie stark gedämpft und beeinflussen die für tiefere Töne zuständigen Nervenzellen nicht mehr. Tiefe Frequenzen müssen dagegen erst die gesamte Länge der Basilarmembran „entlanglaufen“, bevor sie zur Resonanz und zur Erregung der Nervenzellen führen und bevor sie gedämpft werden; dies führt dazu, dass auch Nervenzellen für hohe und mittlere Tonhöhen die Bass-Schwingungen mitbekommen. Mittlere Töne müssen daher bei Anwesenheit tiefer Töne mindestens so stark sein, dass sie die Mit-Erregung durch die Bässe „übertönen“.

## Geschichte
Im Jahre 1894 beschrieb der Physiker Alfred Max Mayer erstmals Überdeckungseffekte zwischen hohen, leisen Geigentönen und lauteren tiefen Blasinstrumenten bei Symphonieorchestern.
Die ersten systematischen Experimente zur Maskierung wurden 1924 von R. L. Wegel und C. E. Lane in den Bell Laboratories durchgeführt.
Der Musikwissenschaftler Johann Sundberg untersuchte 1977 die Wirkung von Maskierungseffekten auf die Durchsetzungsfähigkeit der Singstimme gegen das Orchester.
In neuerer Zeit spielen diese Phänomene bei der Entwicklung von Audioformaten eine Rolle.

## Anwendung
Bei Verfahren zur verlustbehafteten Audiodatenkompression, wie MP3 oder Ogg Vorbis, werden Maskierungseffekte gezielt genutzt, um maskierte Frequenzanteile auszufiltern oder um teilweise maskierte Frequenzbereiche mit geringerer Qualität (d. h. mit geringerer Datenrate) zu übertragen.
Für die Messung der wahrgenommenen Lautstärke spielen die Maskierungseffekte eine wesentliche Rolle. Denn hierüber wird beschrieben, welche Nervenzellen von einem Geräusch überhaupt angeregt werden. Die Summe aller Nervenerregungen spiegelt die empfundene Lautstärke wider.

## Berechnung
Flankensteilheit der linken Flanke (Verdeckung tieferer Frequenzen):
{\displaystyle S_{\mathrm {l} }=27\,{\text{dB/Bark}}}
Siehe: Bark
Flankensteilheit der rechten Flanke (Verdeckung höherer Frequenzen)
{\displaystyle S_{\mathrm {r} }=\left(24+{\dfrac {0{,}23\,{\text{kHz}}}{f_{\mathrm {m} }}}-0{,}2\cdot {\dfrac {L}{\text{dB}}}\right)\,{\text{dB/Bark}}}
mit 
- Mittenfrequenz {\displaystyle f_{\mathrm {m} }}
- Pegel {\displaystyle L} der Frequenz.